# 생명 역사 이론
생명 역사 이론, 생애사 이론, 생활사 이론(Life history theory, LHT)은 전 세계의 다양한 유기체가 사용하는 생애사 전략의 다양성과 생활주기 변화의 원인과 결과를 연구하기 위해 고안된 분석 틀이다. 생식 발달 및 행동, 생식 후 행동, 수명(살아 있는 시간)을 포함하는 생명의 역사를 참조하여 유기체의 해부학 및 행동 측면을 설명하려는 생물학적 진화 이론이다. 자연선택에 의해 형성되었다. 생애사 전략은 출생, 젖떼기, 성숙, 사망 등과 같이 유기체의 삶을 구성하는 사건의 "연령별 및 단계별 패턴"과 시기이다. 이러한 사건, 특히 청소년 발달, 성적 성숙 연령, 첫 번째 번식, 자손 수 및 부모의 투자 수준, 노화 및 사망은 유기체의 물리적, 생태학적 환경에 따라 달라진다.
이 이론은 1950년대에 개발되었으며 유기체 크기, 성숙 연령, 자손 수, 수명 등과 같은 주제에 대한 질문에 답하는 데 사용된다. 이러한 주제를 연구하기 위해서는 생애사 전략을 파악하고 그 효과를 연구하기 위한 모델을 구축해야 한다. 마지막으로, 전략의 중요성과 역할에 대한 예측이 이루어지며, 이러한 예측은 진화가 유기체의 삶에서 생명사 사건의 순서와 길이, 특히 수명과 번식 기간에 어떻게 영향을 미치는지 이해하는 데 사용된다. 생명사 이론은 진화론적 기초를 바탕으로 일생과 세대에 걸쳐 유기체에 대한 자연 선택의 영향을 연구한다. 또한 유기체의 일생 동안 다양한 요구에 자원을 할당함으로써 유기체가 이 적합도를 최대화하거나 최적화할 수 있는지 결정하기 위해 진화적 적합도 측정을 사용한다. 이는 "유기체와 그 세계의 여러 층의 복잡성"을 추가로 조사하는 방법으로 사용된다.
유기체는 한 번에 수천 개의 알을 낳고 죽는 태평양 연어부터 수십 년에 걸쳐 소수의 자손을 낳는 인간에 이르기까지 매우 다양한 생애사를 진화시켜 왔다. 이 이론은 진화생물학과 생태학의 원리에 의존하며 다른 과학 분야에서도 널리 사용된다.

## 같이 보기
- 연륜연대학
- 행동생태학
- 생활환
- 생명진화사